# Радио-телевизија Мајданпек
Радио-телевизија Мајданпек (РТМ) је локална ТВ и радио станица чији је оснивач Скупштина општине Мајданпек. Настала је за потребе информисања грађана ове средине. РТМ свој програм емитује на српском језику.

## Програм
Радио-телевизија Мајданпек емитује информативни, забавни, документарни и музички програм. 
И радијски и телевизијски програм емитују се у току целог дана, при чему се телевизијски програм емитује на 33. каналу UHF-а, а радијски програм на UKT фреквенцији 89,0 MHz, као и интернет радио стриму.

## Историјат
Радио Мајданпек је почео са радом 13. марта 1972. године. Двочасовни програм емитован је на таласној дужини 249 метара, а предајник од 100 W покривао је само градско подручје Мајданпека. За првог уредника именована је Десанка Стефановић, док је о техници бринуо Јован Павловић. 
Од те године се постепено дужина програма и број емисија стално повећавао. Упоредо са развојем Радио Мајданпека две године касније, покренуто је и друго гласило "Мајданпечке новине", чији је први број изашао 12. септембра 1974. године. Исте године Скупштина општине донела је одлуку о оснивању Штампарско новинске организације "Рудар", да би са почетком рада локалне телевизије 1995. године, свој назив променила у Радио-телевизија Мајданпек.
На Првом фестивалу Удружених радио-станица Србије 1980. године је Радио Мајданпек добио значајно признање, када је емисија "Звуци и обичаји", аутора Цветка Полињана и Пауна Дурлића, проглашена емисијом године.

## Чланство у организацијама и удружењима
Радио-телевизија Мајданпек један је од оснивача Заједнице удружених радио и ТВ станица Србије. Такође, један је и од оснивача Асоцијације подунавских радио-станица Дунавски таласи. РТМ је придружени члан АНЕМ-а.

## Адреса и контакт
- Адреса: Николе Тесле 2-4, 19250 Мајданпек
- Телефон: +381 (0)30 581 502
- Факс: +381 (0)30 582 128